# 太陽之歌 (單曲)
太陽之歌，是日本藝人澤尻英龍華以她所主演的電視劇太陽之歌的女主角Kaoru Amane（雨音薰）為名義發行的單曲。於2006年8月30日由Sony Music發行。發行後第2週登上日本Oricon公信榜單曲冠軍。

## 介紹
這張單曲是澤尻英龍華以歌手身分正式出道的作品，但為了強調自己「女演員」的身分，所以才用劇中主角名稱「Kaoru Amane」（雨音薰）為名義發行。曾創下日本公信榜女歌手首張單曲首週銷售紀錄（150,056張），並名列公信榜2006年十大單曲，除此之外，還創下了許多紀錄（詳見紀錄）。
本張單曲分為初回限定版及普通版，初回限定版附有DVD，收錄太陽之歌的MV，並收錄了劇中「タイヨウのうた」、「stay with me」的純音樂版及吉他伴奏版，與普通版收錄的曲目相差許多。其中初回限定版在發片當日即銷售一空。

## 曲目

### 初回限定盤收錄曲
1. タイヨウのうた（作詞・作曲:白鳥マイカ）
根據劇情設計，作詞及作曲為Kaoru Amane（雨音薫）；但實際上，作詞及作曲者皆為白鳥麻衣（白鳥マイカ）。
2. Stay with me（作詞:永井真理子 / 作曲:COZZi）
根據劇情設計，作詞及作曲為Kaoru Amane（雨音薫）；但實際上，作詞者為永井真理子，而作曲者則為COZZi。
3. タイヨウのうた <acoustic version>
4. Stay with me <acoustic version>
5. ｗish <original instrumental>（作曲:川口大輔）
根據劇情設計，作詞及作曲為橘麻美；但實際上，作詞者為松尾潔，而作曲者則為川口大輔。
6. タイヨウのうた <instrumental>
7. Stay with me <instrumental>

### 普通盤收錄曲
1. タイヨウのうた
2. Stay with me
3. Wish<INSTRUMENTAL>

## 紀錄
- 初回限定版，發片當日即銷售一空。
- 首週單曲銷售量15萬張，創下女藝人出道單曲首週銷售最高紀錄(不含團體單飛藝人)。
- 發片第2週日本公信榜單曲週排行冠軍，睽違11年又11月之後，再次有女演員出道單曲獲此殊榮。
- 發片第3週日本公信榜單曲週排行亞軍，首創女藝人出道單曲連續3週，單曲週排行均在前3名(不含團體單飛藝人)。
- 發片第4週重回日本公信榜單曲週排行冠軍，睽違16年又4月之後，成為史上第四位達成此紀錄之藝人。
- 單曲總計銷售量48萬張，高居2006年度女藝人單曲銷售排行冠軍，2006年度單曲銷售排行第10名。